# Батуша (Мало Црниће)
Батуша је насеље у Србији у општини Мало Црниће у Браничевском округу. Према попису из 2022. било је 387 становника.

## Демографија
У насељу Батуша живи 491 пунолетни становник, а просечна старост становништва износи 42,6 година (39,5 код мушкараца и 45,8 код жена). У насељу има 175 домаћинстава, а просечан број чланова по домаћинству је 3,46.
Ово насеље је великим делом насељено Србима (према попису из 2002. године), а у последња три пописа, примећен је пад у броју становника.
|  |

| Демографија | Демографија | Демографија |
| Година      | Становника  | Становника  |
| ----------- | ----------- | ----------- |
| 1948.       | 889         |             |
| 1953.       | 935         |             |
| 1961.       | 1.001       |             |
| 1971.       | 898         |             |
| 1981.       | 836         |             |
| 1991.       | 781         | 694         |
| 2002.       | 606         | 720         |
| 2011.       | 510         |             |

| Етнички састав према попису из 2002.‍ | Етнички састав према попису из 2002.‍ | Етнички састав према попису из 2002.‍ | Етнички састав према попису из 2002.‍ | Етнички састав према попису из 2002.‍ |
| ------------------------------------ | ------------------------------------ | ------------------------------------ | ------------------------------------ | ------------------------------------ |
|                                      |                                      |                                      |                                      |                                      |
| Срби                                 | Срби                                 |                                      | 593                                  | 97,85%                               |
| Румуни                               | Румуни                               |                                      | 4                                    | 0,66%                                |
| Македонци                            | Македонци                            |                                      | 1                                    | 0,16%                                |
| непознато                            | непознато                            |                                      | 6                                    | 0,99%                                |

| Година пописа     | 1948. | 1953. | 1961. | 1971. | 1981. | 1991. | 2002. |
| ----------------- | ----- | ----- | ----- | ----- | ----- | ----- | ----- |
| Број домаћинстава | 196   | 200   | 228   | 193   | 183   | 184   | 175   |

| Број чланова      | 1  | 2  | 3  | 4  | 5  | 6  | 7 | 8 | 9 | 10 и више | Просек |
| ----------------- | -- | -- | -- | -- | -- | -- | - | - | - | --------- | ------ |
| Број домаћинстава | 35 | 36 | 23 | 27 | 22 | 20 | 8 | 2 | 1 | 1         | 3,46   |

| Пол    | Укупно | Неожењен/Неудата | Ожењен/Удата | Удовац/Удовица | Разведен/Разведена | Непознато |
| ------ | ------ | ---------------- | ------------ | -------------- | ------------------ | --------- |
| Мушки  | 237    | 45               | 161          | 21             | 10                 | 0         |
| Женски | 265    | 28               | 164          | 62             | 11                 | 0         |
| УКУПНО | 502    | 73               | 325          | 83             | 21                 | 0         |

| Пол    | Укупно                    | Пољопривреда, лов и шумарство | Рибарство                            | Вађење руде и камена | Прерађивачка индустрија       |
| ------ | ------------------------- | ----------------------------- | ------------------------------------ | -------------------- | ----------------------------- |
| Мушки  | 138                       | 81                            | 0                                    | 6                    | 11                            |
| Женски | 84                        | 48                            | 0                                    | 0                    | 7                             |
| УКУПНО | 222                       | 129                           | 0                                    | 6                    | 18                            |
| Пол    | Производња и снабдевање   | Грађевинарство                | Трговина                             | Хотели и ресторани   | Саобраћај, складиштење и везе |
| Мушки  | 6                         | 3                             | 8                                    | 1                    | 4                             |
| Женски | 0                         | 0                             | 12                                   | 0                    | 0                             |
| УКУПНО | 6                         | 3                             | 20                                   | 1                    | 4                             |
| Пол    | Финансијско посредовање   | Некретнине                    | Државна управа и одбрана             | Образовање           | Здравствени и социјални рад   |
| Мушки  | 0                         | 0                             | 6                                    | 1                    | 4                             |
| Женски | 0                         | 1                             | 4                                    | 4                    | 6                             |
| УКУПНО | 0                         | 1                             | 10                                   | 5                    | 10                            |
| Пол    | Остале услужне активности | Приватна домаћинства          | Екстериторијалне организације и тела | Непознато            | Непознато                     |
| Мушки  | 4                         | 0                             | 0                                    | 3                    | 3                             |
| Женски | 1                         | 0                             | 0                                    | 1                    | 1                             |
| УКУПНО | 5                         | 0                             | 0                                    | 4                    | 4                             |